# Al Hackner
Allan „Al” Hackner (ur. 1954 w Nipigon), kanadyjski curler, dwukrotny mistrz świata z lat 1982 i 1985.

## Kariera
Hackner zaczął grać w curling w wieku 15 lat. Łącznie w swojej karierze 9 razy wygrał mistrzostwa Northern Ontario. Po raz pierwszy dokonał tego w 1980, i już w swoim debiutanckim występie na Labatt Brier 1980 zakwalifikował się do fazy play-off. W półfinale zespół z Thunder Bay pokonał Albertę (Paul Gowsell), jednak w finale nie dał rady zdobyć złota, wynikiem 10:6 triumfował Saskatchewan (Rick Folk). Rok później zespół Hacknera ponownie dotarł do finału, tym razem jako lider bezpośrednio. Znów zajął 2. miejsce tym razem przegrywając przeciwko Manitobie (Kerry Burtnyk) 4:5.

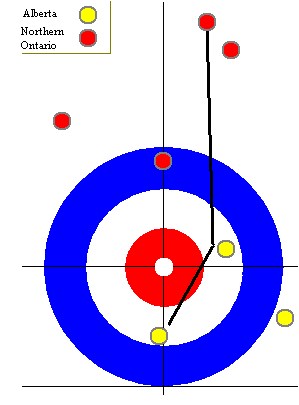
Hackner Double, ostatnie zagranie Hacknera w 10. endzie finału Labatt Brier 1985 dające mu extra end

W 1982 trzeci rok z rzędu Hackner miał możliwość grać w the Brier, trzeci raz także w meczu finałowym. Tym razem ekipa z Northern Ontario okazała się być lepsza od Kolumbii Brytyjskiej (Brent Giles) 7:3. Kanadyjczycy na Mistrzostwach Świata 1982 zajęli 1. miejsce w Round Robin. W dalszej rywalizacji pokonali 5:3 Szwedów (Sören Grahn) i zdobyli tytuły mistrzów świata wygrywając 9:7 nad Szwajcarami (Jürg Tanner).
Do rywalizacji krajowej zespół z Alem na czele powrócił w Labatt Brier 1985. Z drugim wynikiem fazy grupowej Northern Ontario w półfinale pokonało Saskatchewan (Eugene Hritzuk). W finale przeciwnikiem była Alberta (Pat Ryan), w 10. endzie Hackner przy przywileju ostatniego kamienia przegrywał dwoma punktami, dodatkowo przed jego końcowym zagraniem Alberta miała ustawione dwa najlepsze kamienie. Hackner by doprowadzić do dogrywki zmuszony był zagrać bardzo trudne podwójne wybicie, które po dobrym wykonaniu zostało okrzyknięte Hackner Double. W extra endzie Ryan zagrywał draw do 4-foot, które okazało się minimalnie zbyt długie, tym samym wynikiem 6:5 Al Hackner wywalczył swój drugi tytuł mistrza kraju. W finale Mistrzostw Świata Kanada zmierzyła się ze Szwedami (Stefan Hasselborg), Hackner zdobył wynikiem 6:2 złote medale.
W dalszych występach w latach 1988, 1989, 1992, 1995 i 2001 curler nie odnosił sukcesów. Najwyżej został sklasyfikowany w 1992 na 5. miejscu. 
W 2006 Hackner wygrał Mistrzostwa Kanady Seniorów i reprezentował kraj na MŚ Seniorów 2007. Kanada jako gospodarz zdobyła srebrne medale, w finale przegrała ze Szkocją (Keith Prentice) 5:6.
Al Hackner uczestniczy także w rozgrywkach z cyklu World Curling Tour. W 2011 był także trzecim w zespole Mike’a Assada, z którym uplasował się na 3. miejscu w The Dominion Northern Ontario Provincial Men’s Championship. W 1988 zespół Hacknera z 1985 został wcielony do Northwestern Ontario Sports Hall of Fame i Canadian Curling Hall of Fame.

## Drużyna
| Rok       | Czwarty    | Trzeci        | Drugi             | Otwierający     |
| --------- | ---------- | ------------- | ----------------- | --------------- |
| 2010/2011 | Mike Assad | Al Hackner    | Justin Whitehurst | Jamie Childs    |
| 2006/2007 | Al Hackner | Rick Lang     | Alan Laine        | Brian Adams     |
| 2000/2001 | Al Hackner | Bryan Burgess | Joe Scharf        | Mike Assad      |
| 1994/1995 | Al Hackner | Rick Lang     | Aaron Skillen     | Art Lappalainen |
| 1991/1992 | Al Hackner | Larry Pineau  | Brian Perozak     | Brian Adams     |
| 1988/1989 | Al Hackner | Bill Adams    | Jim Adams         | John Salo       |
| 1987/1988 | Al Hackner | Rick Lang     | Jim Adams         | Doug Smith      |
| 1984/1985 | Al Hackner | Rick Lang     | Ian Tetley        | Pat Perround    |
| 1979/1982 | Al Hackner | Rick Lang     | Bob Nichol        | Bruce Kennedy   |

## Życie prywatne
Hackner jest potomkiem Odżibwejów, należy również do społeczeństwa Red Rock Indian Band. Wychował się w Nipigon, w wieku 18 lat przeprowadził się do Thunder Bay. Tam pracował przez ponad 20 lat w Canadian National.